# Anomioptera quinquealba
Anomioptera quinquealba är en tvåvingeart som beskrevs av Marshall 1998. Anomioptera quinquealba ingår i släktet Anomioptera och familjen hoppflugor. Inga underarter finns listade i Catalogue of Life.